# ㅄ
ㅄ (reviderad romanisering: bieupsiot, hangul: 비읍시옷) är en av elva konsonantkluster i det koreanska alfabetet. Den består av ㅂ och ㅅ.